# آروندل آن د بی (مریلند)
آروندل آن د بی (به انگلیسی: Arundel on the Bay) یک منطقهٔ مسکونی در ایالات متحده آمریکا است که در شهرستان آنا آروندل، مریلند واقع شده است.